# Argyractis hemilitha
Argyractis hemilitha là một loài bướm đêm trong họ Crambidae.